# Georgi Jakowlewitsch Sedow

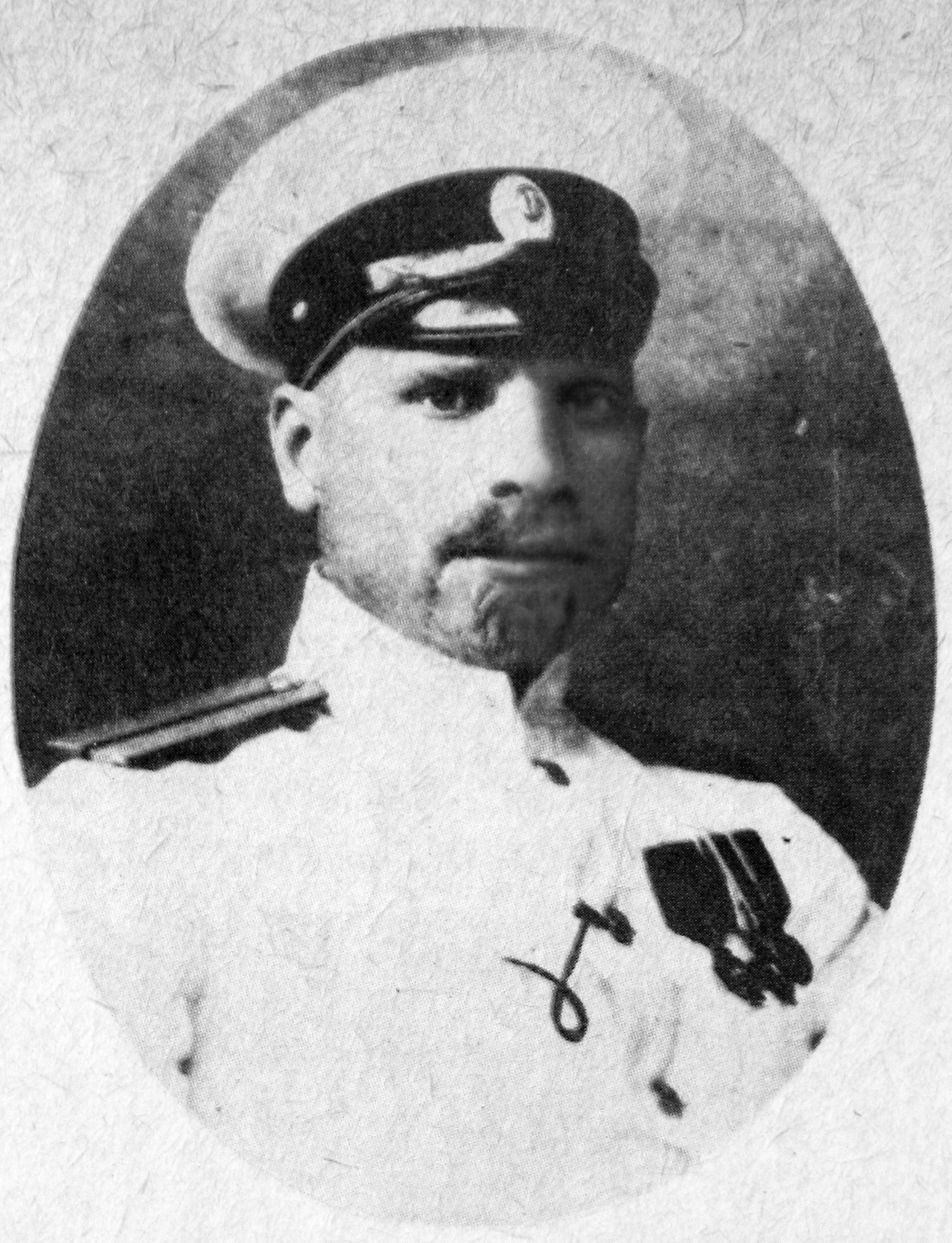
Georgi Jakowlewitsch Sedow

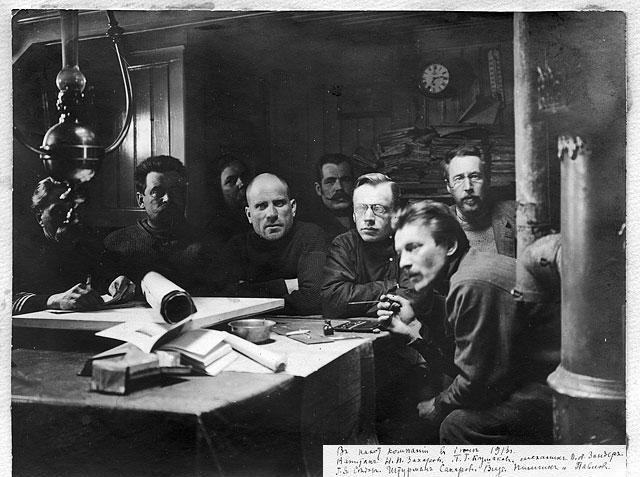
Teilnehmer an der Sedow-Expedition (v. links n. rechts): Kuschakow, Sander, Sedow, Sacharow, Wiese, Pawlow und Pinegin

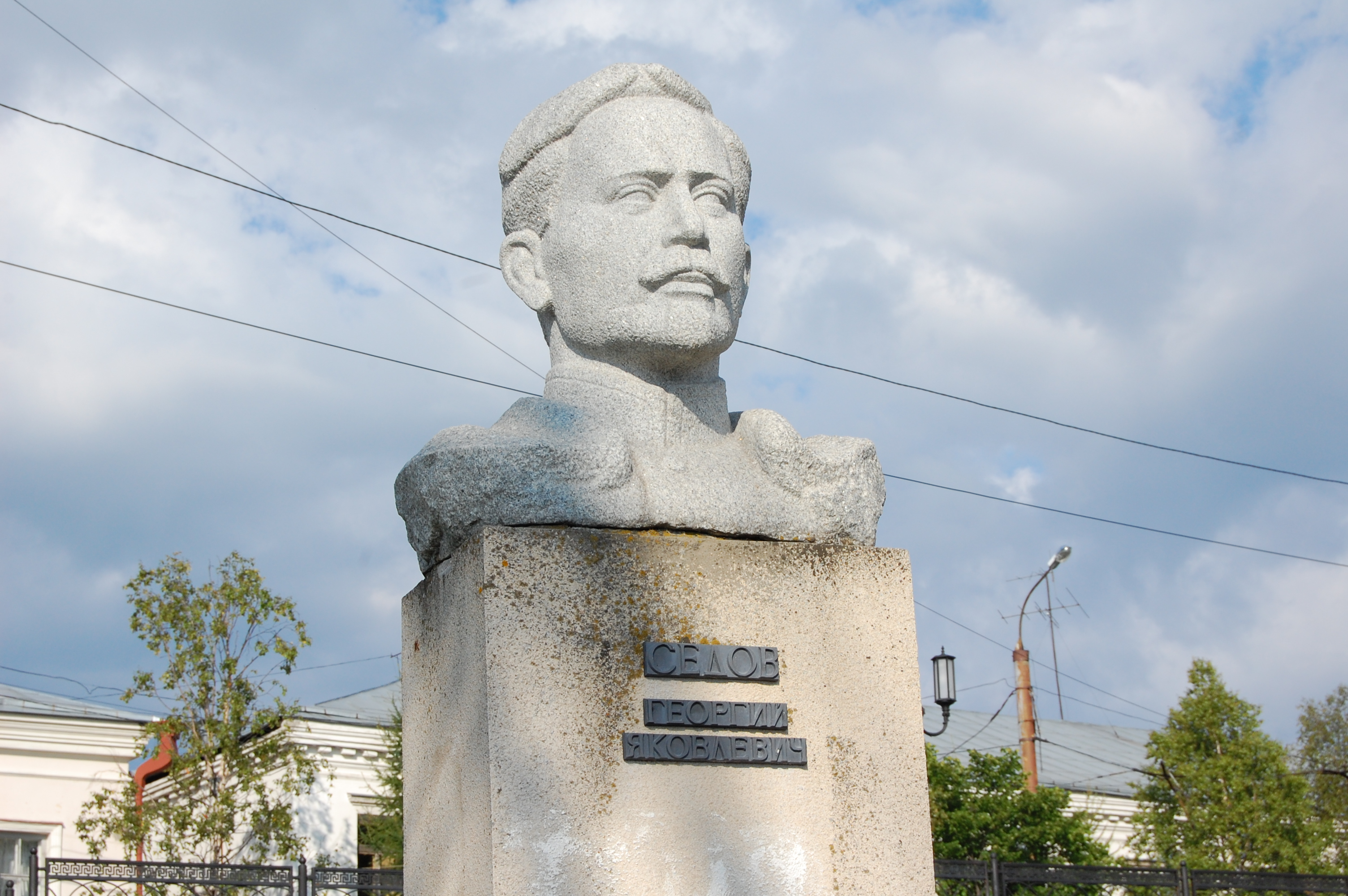
Georgi-Sedow-Büste in Archangelsk

Georgi Jakowlewitsch Sedow (russisch Георгий Яковлевич Седов, wiss. Transliteration Georgij Jakovlevič Sedov; * 23. Apriljul. / 5. Mai 1877greg. in Kriwaja Kosa (heute Sedowo, Oblast Donezk); † 20. Februarjul. / 5. März 1914greg. nahe der Rudolf-Insel, Franz-Josef-Land) war ein russischer Marineleutnant und Polarforscher.

## Leben
Georgi Jakowlewitsch Sedow wuchs in Südrussland als Sohn eines leseunkundigen Fischers auf, besuchte im Alter von 15 Jahren erstmals eine Schule und belegte mit 20 Jahren verschiedene Lehrgänge für Navigation auf Großer Fahrt in Rostow am Don. 1898 erwarb er den Rang eines Steuermanns auf Großer Fahrt, drei Jahre später (1901) wurde er Leutnant zur See. Weitere elf Jahre fuhr er als Steuermann und Kommandant verschiedener Handels- und Kriegsschiffe, nahm am Russisch-Japanischen Krieg (1904–1905) als Torpedobootkommandant teil und forschte jahrelang im Bereich der Nordöstlichen Durchfahrt (verschiedene Expeditionen, bemerkenswerte hydrographische Forschungsarbeiten).
Zeitgleich mit zwei anderen russischen Arktisexpeditionen, die die Nordostpassage bezwingen wollten, eine unter Georgi Brussiliow auf der St. Anna von Sankt Petersburg, die zweite unter Wladimir Russanow auf der Hercules von Alexandrowsk (heute Poljarny an der Kola-Bucht, 30 km nördlich von Murmansk), brach Sedow 1912 auf, um den Nordpol zu erreichen. Sein Begleiter war der Maler Nikolai Pinegin. Sedows hauptsächlich vom Verleger Alexei Sergejewitsch Suworin finanzierte Expedition verließ am 15.jul. / 28. August 1912greg. Archangelsk auf dem Schoner Heiliger Märtyrer Phokas (russisch Святой мученик Фока, Swjatoi Mutschenik Foka). Sedow plante, bis Franz-Josef-Land zu segeln, dort ein Depot anzulegen und mit dem Schlitten den Pol zu erreichen. 1912 war die Einfahrt in die Karasee von besonders festem Eis blockiert. Er konnte nur Nowaja Semlja erreichen, überwinterte in der Pankratjew-Bucht und unternahm im Frühjahr und Sommer 1913 mehrere Erkundungsreisen ins Innere der Nordinsel. Er benannte ein Kap an der Westküste Nowaja Semljas nach Alexander Warnek, dessen Mitarbeiter er auf dessen Expedition 1902 war und der  eine Bucht im Norden der Insel Waigatsch nach ihm benannt hatte. Die Wissenschaftler Wladimir Wiese und Michail Pawlow nahmen meteorologische und erdmagnetische Beobachtungen vor und erstellten die erste Höhen- und Gesteinsschichtenkarte der Nordinsel. Sedow wartete im Sommer vergeblich auf eine Nachschublieferung an Kohle und Proviant. Am 4. September setzte er seine Reise fort und erreichte nach acht Tagen am Kap Flora die Northbrook-Insel und damit Franz-Josef-Land. Der weitere Vorstoß nach Norden wurde bald vom Eis gebremst, so dass die Expedition in der Buchta Tichaja der Hooker-Insel zum zweiten Mal überwintern musste. Im Februar 1914 versuchte Sedow, mit zwei Mann und drei Schlitten zum Pol zu marschieren, obwohl er an Skorbut erkrankt war. Er starb mit 37 Jahren an einer schweren Erkältung und den Folgen des Skorbut nahe der Rudolf-Insel, auf der er begraben wurde. Die anderen Expeditionsteilnehmer gaben das Unternehmen auf, kehrten zum Schiff zurück und traten 1915 die Heimreise an. Dabei entdeckten sie die beiden einzigen Überlebenden der Brussilow-Expedition, den Navigator Walerian Albanow und den Matrosen Alexander Konrad, und retteten diese.
Nach Georgi Sedow wurden eine Bucht und ein Gipfel auf Nowaja Semlja, ein Gletscher und ein Kap auf Franz-Josef-Land, die Sedow-Inseln vor Sewernaja Semlja und zwei Schiffe sowie der Asteroid (2785) Sedov benannt. Ferner trägt das Kap Sedow in der Antarktis seinen Namen.